# Alien (jeu vidéo, 1984)
Pour les articles homonymes, voir Alien.
Alien est un jeu vidéo d'aventure et de stratégie développé par Concept Software et édité par Argus Press Software, sorti en 1984 sur Amstrad CPC, Commodore 64 et ZX Spectrum.
Il est adapté du premier film Alien.

## Accueil
- Computer and Video Games : 2/10 (C64)[1]
- Sinclair User : 7/10 (ZX)[2]
- Your Spectrum : 12/15 (ZX)[3]